# Dobšiná Ishulen
Dobšiná Ishulen (slovakisk: Dobšinská ľadová jaskyňa; ungarsk: Dobsinai-jégbarlang) er en ishule i Slovakiet nær minebyen Dobšiná i bjergkæden Slovakiske Paradis. Den ligger i Slovakiske Paradis Nationalpark, og blev i år 2000 optaget på UNESCOs verdensarvsliste som en del af hulerne i Aggtelek Karst og slovakiske Karst.
Berømte besøgende til ishulen har været prins August von Sachsen Gotha og hans kone (1872), Ferdinand de Lesseps (konstruktør af Suez-kanalen) og et parti af franske forfattere (1884), den bulgarske tsar Ferdinand I (1890) og polarforsker Fridtjof Nansen (1900).

## Historie
Hulen blev opdaget den 15. juni 1870 af den kongelige minedriftstekniker Jenő Ruffinyi, ledsaget af Gustáv Lang og Andrej Mega, skønt indgangen var kendt fra tidernes morgen af hyrder og jægere som Studená diera (kolde hul). Hulen blev åbnet for offentligheden et år efter dens opdagelse. I 1887 var det den første elektrisk oplyste hule i Europa .
Omkring dette tidspunkt blev der rapporteret om 7.171 kvadratmeter af hulens kendte område på 8.874 kvadratmeter dækket af is. Det samlede isvolumen blev anslået til 125.000 kubikmeter  hvilket gør det til en af de vigtigste isgrotter i verden. Isens tykkelse når op til 26,5 m.
Hulegulvet falder fra indgangen mod nord; hvilket resulterer i hurtig afkøling af hulen om vinteren, da kold luft synker. På den anden side er hulen ret beskyttet mod det varme miljø om sommeren. Således forbliver det årlige temperaturgennemsnit omkring 0 ° C. Hulen frøs, og denne cyklus gentog sig i mange århundreder. Hulens alder estimeres til ca. 250.000 år.
Den ligger 130 m over Hnilec-floden, og indgangen ligger i en højde af 971 m. Hulens samlede længde er 1.491 m  (nogle kilder hævder 1.232 m  ), hvoraf 475 m er åbne for offentligheden fra maj til september.